# Supercoppa di Spagna 2019 (hockey su pista)
La Supercoppa di Spagna 2019 è stata la 16ª edizione dell'omonima competizione spagnola di hockey su pista. Il torneo ha avuto luogo dal 14 al 15 settembre 2019. A conquistare il titolo è stato il Reus Deportiu per la seconda volta nella sua storia superando in finale il Barcellona.

## Squadre partecipanti
| Club            | Qualificazione                                        | Partecipazioni precedenti (il grassetto indica la vittoria)                              |
| --------------- | ----------------------------------------------------- | ---------------------------------------------------------------------------------------- |
| Barcellona      | Vincitore dell'Ok Liga e vincitore della Coppa del Re | 2004, 2005, 2006, 2007, 2008, 2009, 2010, 2011, 2012, 2013, 2014, 2015, 2016, 2017, 2018 |
| Deportivo Liceo | 2º posto in Ok Liga e finalista della Coppa del Re    | 2004, 2013, 2014, 2015, 2016, 2017, 2018                                                 |
| Igualada        | Squadra ospitante                                     | Esordiente                                                                               |
| Reus Deportiu   | 3º posto in Ok Liga                                   | 2006, 2007, 2011, 2013, 2014, 2016, 2017, 2018                                           |

## Risultati

### Semifinali
| Igualada 14 settembre 2019 | Reus Deportiu | 4 – 2 referto | Deportivo Liceo | Poliesportiu Les Comes |

| Igualada 14 settembre 2019 | Barcellona | 3 – 1 referto | Igualada | Poliesportiu Les Comes |

### Finale
| Igualada 15 settembre 2019 | Reus Deportiu | 3 – 2 referto | Barcellona | Poliesportiu Les Comes |